# Saint-Martin-Lacaussade
Saint-Martin-Lacaussade è un comune francese di 1 120 abitanti situato nel dipartimento della Gironda nella regione della Nuova Aquitania.

## Società

### Evoluzione demografica
Abitanti censiti